# Тамулис, Адольфас-Альгимантас Адольфович
Адольфас-Альгимантас Адольфович Тамулис — советский хозяйственный, государственный и политический деятель.

## Биография
Родился в 1941 году в селе Кивилюосе. Член КПСС.
С 1959 года — на хозяйственной, общественной и политической работе. В 1959—1991 гг. — механизатор, водитель, машинист экскаватора Ионишкского районного мелиоративного управления Министерства мелиорации и водного хозяйства Литовской ССР.
Указами Президиума Верховного Совета СССР от 22 апреля 1975 и от 14 апреля 1981 года награждён орденами Трудовой Славы 3-й и 2-й степеней.
Указом Президиума Верховного Совета СССР от 13 августа 1986 года награждён орденом Трудовой Славы 1-й степени.
За получение высоких урожаев риса, кукурузы, гречихи, сахарной свёклы и льна на основе внедрения прогрессивной технологии и передового опыта был в составе коллектива удостоен Государственной премии СССР за выдающиеся достижения в труде 1978 года.
Делегат XXVII съезда КПСС.
Живёт в Литве.